# Dicranomyia laffooniana
Dicranomyia laffooniana là một loài ruồi trong họ Limoniidae. Chúng phân bố ở miền Australasia.